# Schweizer Nordische Skimeisterschaften 1955
Die Schweizer Nordischen Skimeisterschaften 1955 fanden am 12. und 13. Februar 1955 in Sainte-Croix sowie in Les Rasses und am 27. Februar 1955 in Obergoms statt. Ausgetragen wurden im Skilanglauf die Distanzen 15 km und 50 km sowie die 4 × 10-km-Staffel. Fritz Kocher gewann den 15-km-Lauf und den 50-km-Lauf. Zudem siegte wie im Vorjahr die Staffel vom SC Stoos. Das Skispringen gewann Conrad Rochat und die Nordische Kombination Lorenz Possa.

## Skilanglauf

### 15 km
| Platz | Name             | Verein            | Zeit (std) |
| ----- | ---------------- | ----------------- | ---------- |
| 01    | Fritz Kocher     | Zürich-Altstetten | 0:59:40    |
| 02    | Viktor Kronig    | Zermatt           | 1:00:31    |
| 03    | Werner Zwingli   | Zürich-Altstetten | 1:00:42    |
| 04    | Lorenz Possa     | Leukerbad         | 1:01:40    |
| 05    | Alfred Kronig    | Zermatt           | 1:01:48    |
| 06    | Marcel Huguenin  | La Brévine        | 1:01:56    |
| 07    | Fritz Zurbuchen  | Kandersteg        | 1:01:58    |
| 08    | André Huguenin   | La Brévine        | 1:02:42    |
| 09    | Armand Genoud    | Anniviers         | 1:02:43    |
| 010   | Christian Wenger | Zürich-Altstetten | 1:02:52    |

Datum: Samstag, 12. Februar 1955 in Les Rasses
 Fritz Kocher aus Zürich-Altstetten siegte mit 51 Sekunden Vorsprung vor Viktor Kronig und Werner Zwingli.

### 50 km
| Platz | Name             | Verein            | Zeit (std) |
| ----- | ---------------- | ----------------- | ---------- |
| 01    | Fritz Kocher     | Zürich-Altstetten | 3:22:55    |
| 02    | Karl Hischier    | SC Obergoms       | 3:25:29    |
| 03    | Fredy Imfeld     | SC Obergoms       | 3:26:49    |
| 04    | André Huguenin   | La Brévine        | 3:28:36    |
| 05    | Marcel Huguenin  | La Brévine        | 3:28:39    |
| 06    | Josef Schnyder   | SC Stoos          | 3:30:11    |
| 07    | Otto Beyeler     | Münsingen         | 3:34:53    |
| 08    | Christian Wenger | Zürich-Altstetten | 3:36:19    |

Datum: Sonntag, 27. Februar 1955 in Obergoms

Wie im Vorjahr siegte Fritz Kocher mit einer Zeit von 3:22:55 Stunden und mit zwei Minuten und 34 Sekunden Vorsprung auf Karl Hischier.

### 4 × 10 km Staffel
| Platz | Namen                                                     | Verein                    | Zeit (std) |
| ----- | --------------------------------------------------------- | ------------------------- | ---------- |
| 01    | Hans Strasser Alois Schelbert Karl Bricker Josef Schnyder | SC Stoos                  | 2:44:16    |
| 02    | ? Georg Renggli                                           | Alpiner Skiklub Entlebuch | 2:44:30    |
| 03    |                                                           | SK Flühli                 | 2:46:38    |
| 04    |                                                           | SC La Brévine             | 2:46:48    |
| 05    |                                                           | SC Anniviers-Vissoie      | 2:48:28    |
| 06    |                                                           | SC Le Brassus             | 2:52:21    |

Datum: Sonntag, 13. Februar 1955 in Les Rasses 

Es gewann wie im Vorjahr die Staffel vom SC Stoos mit 14 Sekunden Vorsprung auf den Alpinen Skiklub Entlebuch.

## Nordische Kombination

### Einzel
| Platz | Name                 | Ort               | Punkte |
| ----- | -------------------- | ----------------- | ------ |
| 01    | Lorenz Possa         | Leukerbad         | 55,27  |
| 02    | Louis-Charles Golay  | Le Brassus        | 66,82  |
| 03    | André Reymond        | Le Brassus        | 89,24  |
| 04    | Pierre Thevenaz      | Bullet            | 98,96  |
| 05    | Francis Duvoisin     | Bullet            | 99,55  |
| 06    | Reymond Bissat       | Ste Croix         | 101,74 |
| 07    | Franz Regli          | Andermatt         | 111,75 |
| 08    | William Schneeberger | La Chaux-de-Fonds | 111,75 |

Datum: Samstag, 12. Februar 1955 in Sainte-Croix
 Lorenz Possa gewann vor den Vorjahressieger Louis-Charles Golay seinen ersten Schweizer Meistertitel in der Nordischen Kombination.

## Skispringen

### Normalschanze
| Platz | Name                | Verein     | Punkte |
| ----- | ------------------- | ---------- | ------ |
| 01    | Conrad Rochat       | Le Brassus | 198,5  |
| 02    | Gilbert Meylan      | Le Brassus | 194,0  |
| 03    | Fritz Schneider     | SC Davos   | 193,0  |
| 04    | Andreas Däscher     | Zürich     | 190,5  |
| 05    | Alfred Miedlinger   | Ste Croix  | 185,5  |
| 06    | Louis-Charles Golay | Le Brassus | 173,5  |

Datum: Sonntag, 13. Februar 1955 in Sainte-Croix 

Conrad Rochat aus Le Brassus gewann auf der Le-Châble-Schanze mit Weiten von 2 mal 59 Metern vor Gilbert Meylan und Fritz Schneider den Schweizer Meistertitel. Der Vorjahressieger Andreas Däscher stürzte im 1. Durchgang beim Sprung auf 67 Metern und wurde Vierter.